# 民主戰車

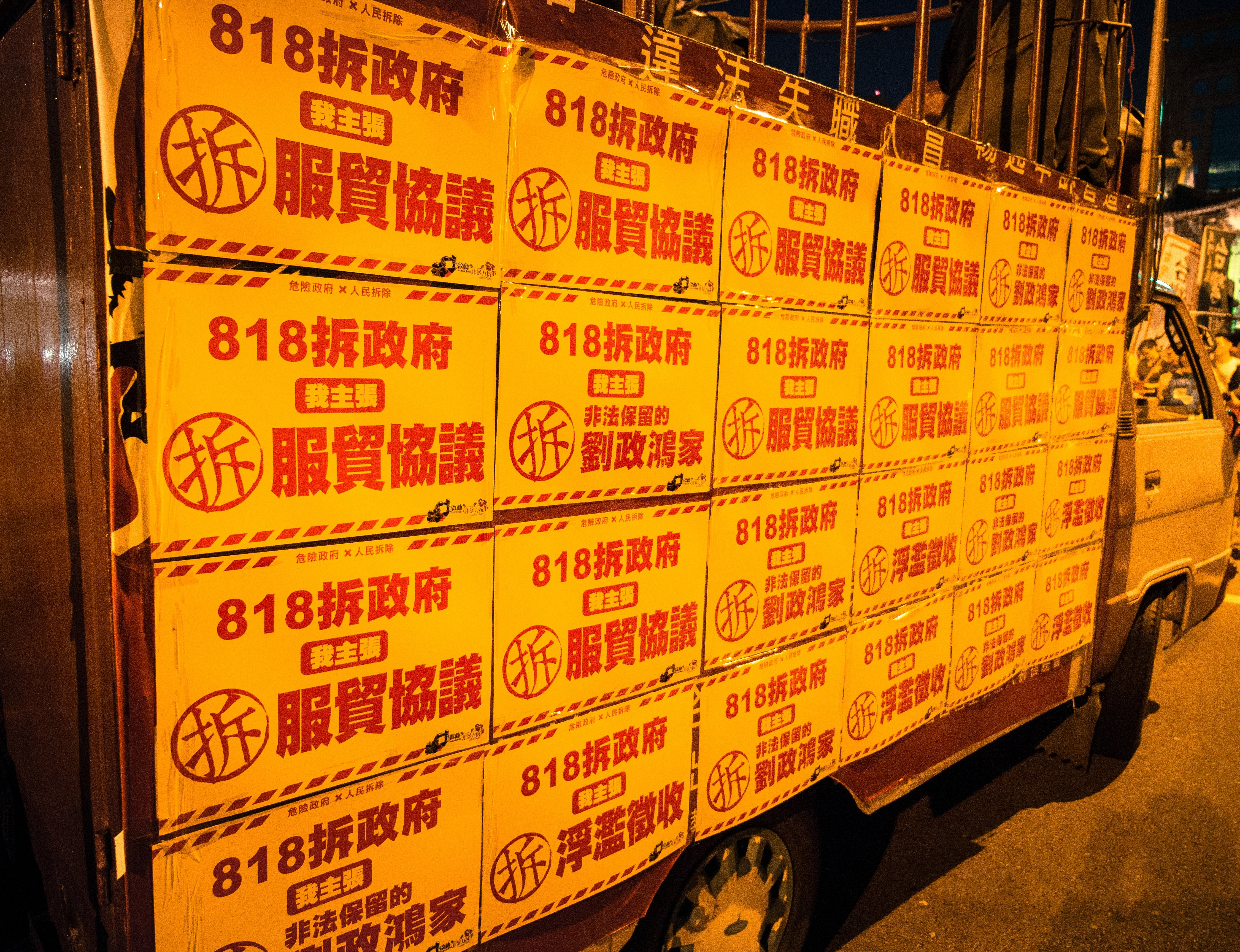
臺灣民主戰車宣揚拆政府以反對劉政鴻濫權與中國國民黨政府黑箱作業

民主戰車，是臺灣自黨外運動時期即常出現在街頭示威抗議或競選活動的「廣播車」與集會遊行指揮車。這類車子通常由小型貨車改裝而成，在車子上裝上高功率的擴音設備之後，使得集會遊行的領導者可以站上車子使用擴音設備，並對集會遊行的群眾隊伍下達各種指示，例如要求喊各種不同的口號、走到某個定點後採取特定行動，或是藉由演說激勵群眾的士氣等。專門針對司法議題者亦特稱為「司法戰車」。